# منور سولومون
منور سولومون (عبری: מנור סולומון‎؛ زادهٔ ۲۴ ژوئیهٔ ۱۹۹۹) بازیکن فوتبال اهل اسرائیل است که برای باشگاه تاتنهام بازی می‌کند.